# Godzilla vs. Kong
Godzilla vs. Kong (bra/prt: Godzilla vs. Kong) é um filme de monstros estadunidense dirigido por Adam Wingard. É uma continuação de Godzilla II: Rei dos Monstros (2019) e Kong: Ilha da Caveira (2017), e é o quarto filme do MonsterVerse da Legendary Entertainment. O filme também é o 36º filme da franquia Godzilla, o 12º filme da franquia King Kong e o quarto filme do Godzilla a ser completamente produzido por um estúdio de Hollywood. O filme é estrelado por Alexander Skarsgård, Millie Bobby Brown, Rebecca Hall, Brian Tyree Henry, Shun Oguri, Eiza González, Julian Dennison, Lance Reddick, Kyle Chandler e Demián Bichir. No filme, Kong entra em conflito com Godzilla, enquanto os humanos atraem o gorila gigante até a Terra Oca com o intuito de recuperar uma fonte de energia para um dispositivo que pare os ataques misteriosos de Godzilla.
O projeto foi anunciado em outubro de 2015, quando a Legendary anunciou planos para um universo cinematográfico compartilhado entre Godzilla e King Kong. A sala de roteiristas do filme foi montada em março de 2017 e Wingard foi anunciado como diretor em maio de 2017. As filmagens começaram em novembro de 2018 no Havaí, na Austrália e em Hong Kong e foi encerrada em abril de 2019.
Depois de ter sido adiado em novembro de 2020 devido à pandemia de COVID-19, Godzilla vs. Kong foi lançado internacionalmente em 24 de março de 2021, e nos Estados Unidos em 31 de março, onde foi lançado nos cinemas e na HBO Max simultaneamente. O filme recebeu avaliações geralmente positivas dos críticos, com elogios aos efeitos visuais e sequências de ação, mas críticas ao roteiro e aos personagens humanos. Arrecadou US$ 467 milhões em todo o mundo, tornando-se o sexto filme de maior bilheteria de 2021.

## Elenco
- Alexander Skarsgård como Nathan Lind:
Um geólogo da Monarch e cartógrafo-chefe que trabalha com Kong e mapeia a missão para a Terra Oca. Skarsgård descreveu seu personagem como um herói relutante que "não é um alfa, fodão" e "jogado nessa situação muito perigosa e definitivamente não está preparado para isso". Skarsgård definiu Nathan como uma homenagem aos filmes dos anos 1980 como Indiana Jones, Tudo por uma Esmeralda, Máquina Mortífera e Duro de Matar.[9][10][11][12] Skarsgård se preparou para o filme pesquisando a Terra Oca,[13] e aprendendo a língua de sinais para se comunicar com Kayle Hottle.[14]
- Millie Bobby Brown como Madison Russell:
A filha dos cientistas da Monarch, Mark e da falecida Emma Russell. Madison acredita que há uma razão para o mau comportamento de Godzilla, suspeitando de uma conspiração formulada pela Apex Cybernetics. Ela começa a investigar com Josh Valentine e Bernie Hayes. Brown descreveu o filme como uma história de amadurecimento para Madison, observando que a personagem "cresceu" e se tornou mais "independente" desde os eventos do filme anterior, afirmando: "Seu enredo definitivamente evoluiu muito na maneira como ela lida com as coisas, sua atitude perante a vida, quanto mais forte de uma pessoa. O produtor Alex Garcia descreveu Madison como a "defensora de Godzilla neste filme", que tenta "justificar" Godzilla e suas razões.[15][16]
- Rebecca Hall como Ilene Andrews:
Uma linguista antropológica da Monarch e mãe adotiva de Jia. Hall descreveu sua participação como "esmagadora" devido ao filme ser seu primeiro projeto após a gravidez, mas achou a experiência "emocionante". Hall descreveu Ilene como "a Jane Goodall de Kong".[17][18][12]
- Brian Tyree Henry como Bernie Hayes:
Um ex-técnico da Apex Cybernetics que se tornou um teórico da conspiração, ajudando Madison e Josh a expor a Apex. Henry descreveu Bernie como um "maluco" com um nível de "coração" e "lealdade". Henry observou que a trágica morte da esposa de Bernie o moldou para se tornar um teórico da conspiração com um podcast mais elaborado, "seu objetivo é usar as ferramentas à sua disposição para levar a verdade para as pessoas. Sempre me refiro a Bernie como Anônimo. Ele pode ver as injustiças, mas ninguém realmente o ouve". Devido à natureza protetora de Bernie em relação a Madison e Josh, Henry, brincando, comparou Bernie a Brienne de Tarth.[15][16]
- Shun Oguri como Ren Serizawa:
O filho do falecido cientista Ishirō Serizawa, e um cientista e engenheiro de tecnologia da Apex Cybernetics,[19] que é o piloto telepático do Mechagodzilla. Oguri descreveu o objetivo de Ren como tentar "proteger a Terra", no entanto, os meios para seu objetivo diferem de "todos os outros e de seu pai". Oguri observou que Ren "meio que" seguiu os passos de seu pai, mas afirmou: "ele não acredita que foi ouvido por seu pai".[15]
- Eiza González como Maya Simmons:
Uma executiva de alto nível da Apex Cybernetics e filha de Walter Simmons. González descreveu seu papel como "uma mulher muito inteligente por trás de uma empresa". Ela também descreveu o filme como "um pouco cômico". González observou ter gostado do fato de sua personagem ser uma mulher latina com alta posição dentro de uma empresa, e não forçada a um estereótipo.[20][12]
- Julian Dennison como Josh Valentine:
Um amigo de Madison ajudando ela e Bernie a investigarem a origem do mau comportamento de Godzilla. Dennison descreveu seu personagem como um "nerd" e Madison como sua "única amiga". Dennison chamou Josh de, o "amigo da tecnologia" de Madison, e o "realista da dupla", afirmando, "ele meio que fala, 'Oh, não devemos fazer isso porque vamos morrer.' E ela disse, 'Não, vai ficar tudo bem.' Então, acho que eles se entendem muito bem. E eles são uma mistura muito boa de apenas loucura". Dennison fez o teste de tela com Millie Bobby Brown usando cenas de Romeu e Julieta.[16][15][12]
- Lance Reddick como Guillermin:
O diretor da Monarch. O papel de Reddick era originalmente maior, Wingard afirmou: "Houve uma cena no início do filme, uma grande cena de sala de diretoria onde eles estão preparando a missão. Ele tinha um papel maior, mas, no final das contas, não precisávamos dessa cena".[21] Ele só aparece em duas cenas rápidas.[22]
- Kyle Chandler como Dr. Mark Russell:
Pai de Madison, vice-diretor de projetos especiais da Monarch e especialista em comunicação e comportamento animal.[15][12]
- Demián Bichir como Walter Simmons:
Pai de Maia, CEO e fundador da Apex Cybernetics, uma organização de tecnologia investida na tentativa de resolver o "problema Titã" da Terra, criando secretamente o Mechagodzilla para exterminá-los. Walter é um empresário visionário e bilionário que quer ajudar a humanidade e tornar o mundo um lugar mais seguro, mas entra em conflito com a Monarch sobre seus ideais divergentes sobre o que é melhor para a humanidade. O produtor Alex Garcia disse que Walter "subiu para uma posição ... nos assentos do poder e está querendo ajudar a conter e parar a loucura e a destruição". Garcia afirmou que Walter não é necessariamente um vilão ou um personagem maquiavélico, mas é "um personagem muito complexo que acredita que está fazendo a coisa certa. E ele pode estar, mas é aí que o mistério no centro do filme entra em jogo".[19]
- Kaylee Hottle como Jia:
Uma jovem órfã surda de Iwi que forma um vínculo especial com Kong e é filha adotiva de Ilene.[16][18]

Além disso, Hakeem Kae-Kazim interpreta o Almirante Wilcox; Ronny Chieng interpreta Jay Wayne; John Pirruccello interpreta Horace; e Chris Chalk interpreta Ben. Zhang Ziyi e Jessica Henwick foram escaladas, mas não apareceram na versão final do filme, com Ziyi pretendendo ter reprisado seu papel de Godzilla II: Rei dos Monstros.

## Produção

### Desenvolvimento
Em setembro de 2015, a Legendary mudou Kong: Skull Island da Universal para a Warner Bros., o que gerou especulações na mídia de que Godzilla e King Kong apareceriam em um filme juntos. Em outubro de 2015, a Legendary confirmou que iria unir Godzilla e King Kong em Godzilla vs. Kong, na época previsto para um lançamento em 29 de maio de 2020. A Legendary planeja criar uma franquia cinematográfica compartilhada "centrada na Monarch" que "reúne Godzilla e o lendário King Kong em um ecossistema de outras super-espécies gigantes, clássicas e novas". O produtor Alex Garcia confirmou que o filme não será um remake de King Kong vs. Godzilla, afirmando que “a ideia não é refazer esse filme". Em maio de 2017, Adam Wingard foi anunciado como o diretor de Godzilla vs. Kong.

Em julho de 2017, Wingard falou sobre o esboço criado pela sala dos roteiristas, afirmando: "Estamos detalhando muito todos os personagens, os arcos que eles têm, como eles se relacionam e, o mais importante, como se relacionam com os monstros, e como os monstros se relacionam com eles ou os refletem". Ele também afirmou que ele e sua equipe estão indo "batida a batida" no esboço, afirmando: "Então, mais uma vez, é uma discussão e sobre como torná-la o mais forte possível, para que quando Terry [Rossio] escreva o roteiro, ele tenha uma análise definitiva do que incluir". Em agosto de 2017, Wingard falou sobre sua abordagem para os monstros, afirmando:
"Eu realmente quero que você leve esses personagens a sério. Eu quero que você se envolva emocionalmente, não apenas com os personagens humanos, mas na verdade com os monstros. É um filme enorme de luta de monstros. Há muitos monstros enlouquecendo uns com os outros, mas no final do dia eu quero que haja um impulso emocional para isso. Eu quero que você se envolva emocionalmente com eles. Acho que é isso que vai tornar tudo muito legal".
Wingard expressou seu desejo de que o filme tenha um vencedor definitivo, afirmando:
“Eu quero que haja um vencedor. O filme original foi muito divertido, mas você se sente um pouco decepcionado porque o filme não assume uma posição definitiva. As pessoas ainda estão debatendo agora quem ganhou naquele filme original, sabe. Então, eu quero que as pessoas saiam deste filme pensando, 'Ok, há um vencedor'".
Wingard também confirmou que o filme vai se relacionar com Godzilla II: Rei dos Monstros, será ambientado nos tempos modernos e apresentará um "Kong mais robusto, um pouco mais velho".

### Roteiro
Em março de 2017, a Legendary montou uma sala de roteiristas para desenvolver a história de Godzilla vs. Kong, com Terry Rossio (que co-escreveu um roteiro não produzido de Godzilla da TriStar) liderando uma equipe composta por Patrick McKay, J. D. Payne, Lindsey Beer, Cat Vasko, T.S. Nowlin, Jack Paglen e J. Michael Straczynski. Sobre a sua experiência com a sala dos roteiristas, Rossio afirmou:
"Godzilla vs. Kong foi minha primeira experiência administrando uma sala de roteiristas, e foi fantástico. Foi incrível ler amostras, conhecer diferentes roteiristas e elaborar uma história em um ambiente de grupo. Parecia uma animação, onde o filme está acontecendo nas paredes, e o resultado final é melhor do que qualquer pessoa poderia conseguir sozinha".
Michael Dougherty e Zach Shields, o diretor e co-escritores de Godzilla II: Rei dos Monstros, forneceram reescritas para garantir que certos temas de Rei dos Monstros fossem transportados e que alguns personagens fossem devidamente desenvolvidos. Dougherty revelou como escreveu para os personagens-título e como o filme abordaria suas diferentes interações com as pessoas. Para Kong, Dougherty afirmou que o filme apresentaria "aqueles momentos únicos, e até mesmo afetuosos, de união" entre Kong e os humanos, já que eles têm sido um grampo do personagem desde o filme de 1933. Para Godzilla, sua conexão com os humanos seria "mais implícita", já que seu lado mais suave raramente é mostrado. Eric Pearson e Max Borenstein receberam crédito pelo roteiro, enquanto Rossio, Dougherty e Shields receberam crédito pela história.

### Elenco
Em junho de 2017, foi anunciado que Zhang Ziyi havia se juntado ao MonsterVerse da Legendary, tendo um papel supostamente "fundamental" em Godzilla II: Rei dos Monstros e Godzilla vs. Kong. Em junho de 2018, Julian Dennison foi escalado junto com Van Marten, enquanto Millie Bobby Brown e Kyle Chandler reprisariam seus papéis de Godzilla II: Rei dos Monstros. A Legendary também enviou uma proposta para Frances McDormand para um papel. Em julho de 2018, foi revelado que Danai Gurira estava em negociações iniciais para se juntar ao filme. Em outubro de 2018, Brian Tyree Henry, Demián Bichir, Alexander Skarsgård, Eiza González, e Rebecca Hall foram adicionados ao elenco. Em novembro de 2018, Jessica Henwick, Lance Reddick e Shun Oguri foram escalados, com Oguri fazendo sua estréia em Hollywood. Apesar de não ter sido confirmada pelo estúdio, Danai Gurira foi brevemente citada no elenco pelo Collider e ScreenGeek, embora nem ela nem Henwick tenham aparecido na versão final do filme.
Durante uma revisão do filme na data de lançamento, o cineasta James Rolfe revelou que ele recebeu uma oferta de participação de Wingard, mas ele recusou devido ao nascimento de sua segunda filha na época anterior ao início das filmagens.

### Filmagens
A fotografia principal começou em 12 de novembro de 2018 no Havaí e na Austrália e esperava-se que terminasse em fevereiro de 2019 sob o título provisório Apex. A produção estava inicialmente programada para começar em 1º de outubro de 2018. Para a filmagem no Havaí, a equipe filmou no USS Missouri, em Manoa Falls e no centro de Honolulu. A equipe montou um acampamento na Rodovia Kalanianaole, que estava fechada até 21 de novembro. Equipes locais e figurantes foram usados para o filme. Em janeiro de 2019, as filmagens foram retomadas em Gold Coast, Queensland, no Village Roadshow Studios por mais 26 semanas. Os locais de filmagem na Austrália incluíram a Miami State High School e partes de Brisbane, como o subúrbio de Newstead, o Chinatown Mall em Fortitude Valley e o Wickham Terrace Car Park. Em abril de 2019, Wingard confirmou via Instagram que as filmagens na Austrália haviam terminado. Naquele mesmo mês, Wingard revelou Hong Kong como um dos locais finais de filmagem e que a fotografia principal estava encerrada.

## Trilha Sonora
Em junho de 2020, Tom Holkenborg (aka Junkie XL) foi anunciado como o compositor do filme. Wingard se encontrou com Holkenborg em 2018, ao qual ele admitiu ter escrito recreacionalmente músicas para o Godzilla anos antes, devido ao fato de Holkenborg ser um fã. Holkenborg começou a se comunicar com o diretor depois, ajustou o material e tocou para o diretor, afirmando que Wingard estava "totalmente apaixonado". Holkenborg solicitou um bumbo com cerca de três metros de diâmetro, mas o construtor só conseguiu reduzi-lo a 2,5 metros.

## Lançamento

### Marketing
Em maio de 2019, o primeiro pôster promocional de uma folha foi revelado na Licensing Expo. Em junho de 2019, a Warner Bros. exibiu uma prévia para os expositores europeus na CineEurope. Em agosto de 2019, foi anunciado que a Disruptor Beam desenvolverá um jogo mobile para o lançamento do filme. Em dezembro de 2019, um breve clipe foi revelado durante um filme da Warner Bros. na Comic Con Experience, e mais tarde vazou online. Em janeiro de 2020, imagens do Hong Kong Toys & Games Fair exibindo figuras relacionadas ao filme vazaram online. Em fevereiro de 2020, a Toho e a Legendary anunciaram o Programa de Publicação de Godzilla vs. Kong e licenciados. Por meio do programa de publicação, a Legendary planeja lançar duas histórias em quadrinhos, uma seguindo Godzilla e a outra seguindo Kong, um livro de arte, novelizações e um livro infantil. Entre os licenciados nomeados estavam Playmates Toys, Bioworld, Rubies, Funko, 60Out e a Virtual Reality Company. Em abril de 2020, imagens de bonecos de brinquedo vazaram online, revelando diferentes formas de Godzilla e Kong, além de um novo monstro chamado Nozuki. Em julho de 2020, imagens de figuras da Playmate e embalagens com arte conceitual foram lançadas online. Em dezembro de 2020, breves clipes do filme foram exibidos durante a Comic Con Experience. Em janeiro de 2021, mais cenas breves foram incluídas em uma prévia do HBO Max. No mesmo mês, o primeiro teaser pôster foi lançado online, junto com a confirmação da data de lançamento do trailer. O primeiro trailer completo foi lançado em 24 de janeiro de 2021.

### Cinema e streaming
Godzilla vs. Kong foi lançado simultaneamente nos cinemas dos Estados Unidos e na HBO Max em 31 de março de 2021. Foi distribuído nos cinemas mundialmente pela Warner Bros. Pictures, exceto no Japão, onde é distribuído pela Toho, enquanto a WarnerMedia transmitirá o filme por um mês na HBO Max nos Estados Unidos. O filme foi adiado várias vezes e estava programado para ser lançado em 2020 em 13 de março, 22 de maio, 29 de maio, 20 de novembro e, posteriormente, adiado para 21 de maio de 2021 devido à pandemia COVID-19. Chegou a ter seu lançamento antecipado para 26 de março de 2021. Em fevereiro de 2020, a Warner Bros. realizou uma exibição teste não anunciada, que recebeu uma resposta "principalmente positiva".
Em Portugal e no Brasil, o filme foi lançado em 6 de maio de 2021.
Em novembro de 2020, o The Hollywood Reporter confirmou que o filme estava sendo considerado para um lançamento em streaming. A Netflix ofereceu US$ 200-250 milhões, mas a WarnerMedia bloqueou o acordo em favor de sua própria oferta de lançar o filme na HBO Max. No entanto, a Warner Bros. reiterou que seus planos de lançamento nos cinemas continuarão conforme programado. O CEO da WarnerMedia, Jason Kilar, e a presidente da Warner Bros., Ann Sarnoff, estão considerando opções que poderiam incluir um lançamento simultâneo no cinema e em streaming, uma estratégia que a Warner Bros. havia feito para Mulher Maravilha 1984. Em dezembro de 2020, a Warner Bros. anunciou que o filme, junto com outras produções programadas para 2021, terão lançamentos simultâneos no mesmo dia nos cinemas e na HBO Max, com um mês de acesso para seu lançamento em streaming.
Uma semana após o anúncio, a Variety e o Deadline Hollywood relataram que a Legendary Entertainment, os financiadores e os talentos com acordos de back-end não estavam satisfeitos com os planos de multi-lançamento da WarnerMedia e as intenções não transparentes. A Legendary não foi avisada com antecedência sobre a decisão de multi-lançamento, nem sobre como Duna e Godzilla vs. Kong seriam distribuídos. O estúdio planejou ter discussões com a Warner Bros. sobre um "acordo mais generoso", entretanto uma ação legal seria considerada. Algumas semanas depois, o Deadline informou que o filme poderia manter seu lançamento na HBO Max, mas somente se a Warner Bros. corresponder à oferta de US $ 250 milhões da Netflix. Em janeiro de 2021, o The Hollywood Reporter revelou que uma batalha legal foi evitada devido a Legendary e a WarnerMedia chegarem a um acordo para manter o lançamento simultâneo do filme.

## Recepção
No site agregador de críticas Rotten Tomatoes, 76% das 393 resenhas dos críticos são positivas, com uma classificação média de 6,3/10. O consenso do site diz: "Cumprindo diretamente seu título, Godzilla vs. Kong elimina o desenvolvimento do personagem e o drama humano para oferecer todo o espetáculo que você esperaria de monstros gigantes lutando contra ele." O Metacritic, que usa uma média ponderada, atribuiu ao filme uma pontuação de 59 em 100, baseado em 57 críticos, indicando críticas "mistas ou médias".